# Vararia
Vararia P. Karst. (widłoszczetka) – rodzaj grzybów z rodziny powłocznicowatych (Peniophoraceae).

## Charakterystyka
Grzyby kortycjoidalne o owocniku rozpostartym, rozproszonym, przyrośniętym, błoniastym. Hymenofor gładki, białawy do kremowego lub ochrowego. System strzępkowy dimityczny, strzępki generatywne ze sprzążkami lub bez. Występują dekstrynoidalne dichohyfidy, są też zwykle sulfododatnie gleocystydy, ale o zmiennej liczbie. Podstawki maczugowate 4-sterygmowe, amyloidalne lub nieamyloidalne, niedekstrynalne. Bazydiospory elipsoidalne do niemal kulistych lub alantoidalne do wrzecionowatych, gładkie (u niektórych gatunków tropikalnych ornamentowane), nieamyloidalne.
Vararia jest blisko spokrewniona z Dichostereum, które odróżnia się głównie obecnością ornamentowanych bazydiospor. Pod pewnymi względami jest również podobna do Scytinostroma i jrozróżnienie tych rodzajów jest czasamisporne, ponieważ istnieje kilka etapów pośrednich pomiędzy nimi. Analizy filogenetyczne pokazują, że dekstrynoidalne strzępki nie wystarczają do ich rozróżnienia.
.

## Systematyka i nazewnictwo
Pozycja w klasyfikacji według Index Fungorum: Peniophoraceae, Russulales, Incertae sedis, Agaricomycetes, Agaricomycotina, Basidiomycota, Fungi.
Polską nazwę nadał Władysław Wojewoda w 2003 r. Synonimy: Asterostromella Höhn. & Litsch., Dendrophysellum Parmasto
Gatunki występujące w Polsce:
- Vararia gallica (Bourdot & Galzin) Boidin 1951[5]
- Vararia investiens (Schwein.) P. Karst. 1898 – widłoszczetka sprzążkowa[3]
- Vararia ochroleuca (Bourdot & Galzin) Donk 1930[5]

Nazwy naukowe na podstawie Index Fungorum.